# Hofje van Jongkind

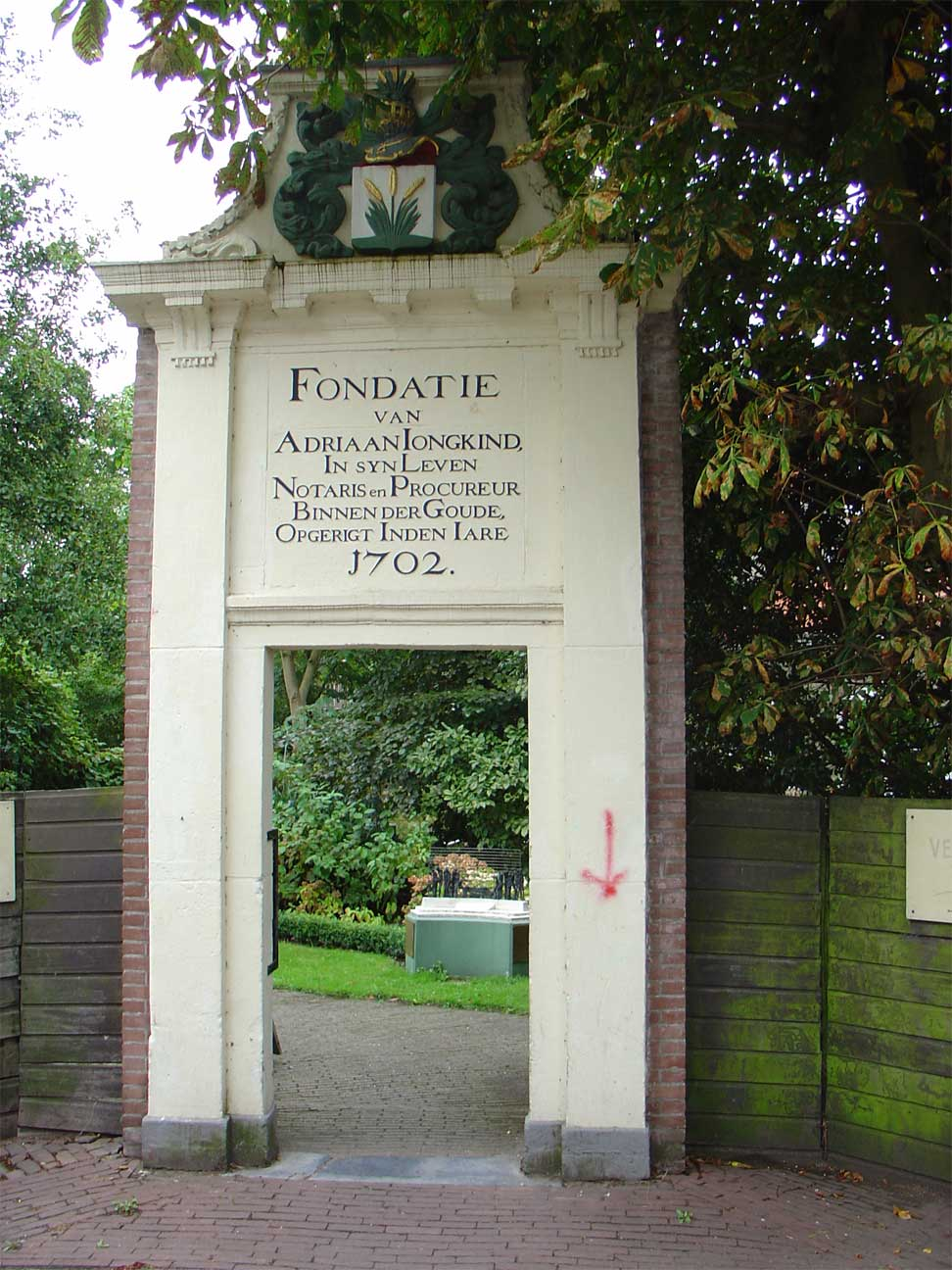
Het poortje van het voormalige Hofje van Jongkind aan De Zeugstraat, het poortje vormt thans de ingang van de tuin van het Verzetsmuseum in de Vrouwesteeg te Gouda

Het Hofje van Jongkind of Fondatie Adriaan Jongkind, is een voormalig hofje van barmhartigheid gesticht in 1702 aan de Zeugstraat in de Nederlandse stad Gouda.
De Goudse notaris Adriaan Jongkind overleed in 1700 als vrijgezel. Hij had daarvoor testamentair bepaald dat de gereformeerde diaconie zijn enige erfgenaam zou zijn. Voorwaarde was dat een bedrag van ƒ 9.000 bestemd zou worden voor het oprichten van een hofje, dat zijn naam zou dragen. De woningen dienden voor de huisvesting van arme en oude weduwen zonder kinderen of van oude vrijsters, die in Gouda woonachtig waren en behoorden tot Nederduits Gereformeerde Kerk. De bewoonsters ontvingen jaarlijks tien tonnen turf. Zijn huishoudster Pieterge Pieters van der Neut kreeg naast een legaat ook het recht om naast haar werkgever te worden begraven in de Sint-Janskerk van Gouda en voorrang om, samen met haar zuster Gooltje, in een van de huizen van het hofje te wonen.
In 1701 kocht de diakonie een huis aan de Zeugstraat met enkele daarachter gelegen woningen. Het nieuwe hofje kreeg twee huurhuizen aan de straatzijde en negen huisjes in het hofje. De regels voor toewijzing van woningen in het hofje werden streng nageleefd. Zo kreeg een blinde vrouw geen toestemming om een inwonende hulp te huisvesten. Zij besloot daarop geen gebruik te maken van de hofjeswoning, maar bij haar zoon te gaan inwonen. Van de bepaling, dat de vrouwen lid moesten zijn van de Nederduits Gereformeerde Kerk werd eenmaal afgeweken, maar met de uitdrukkelijke bepaling, dat niemant na des sulks sal toegestaen worden, of sal een geruijme tijt lidmaet der gemeente geweest zijn.
In 1959 werd het hofje verkocht en kwam er een speelgoedwinkel, een doe-het-zelfzaak. en nog enkele andere detailzaken. Het poortje is bewaard gebleven en werd in 1988 verplaatst naar de Vrouwesteeg. Daar vormt het de toegang tot de tuin van Turfmarkt 32, Verzetsmuseum. Begin 2019 zal het Verzetsmuseum, Turfmarkt 32 verlaten en komt het in particulier bezit. In 2016 werd het pand aan de Zeugstraat gerestaureerd en in twee delen opgesplitst. Links is een horecagelegenheid geopend met de naam Hofje van Jongkind. Achter het pand zijn ook enkele hofjeswoningen gerestaureerd.
Het poortje is een Rijksmonument. Het pand aan de Zeugstraat een Gemeentelijk monument.

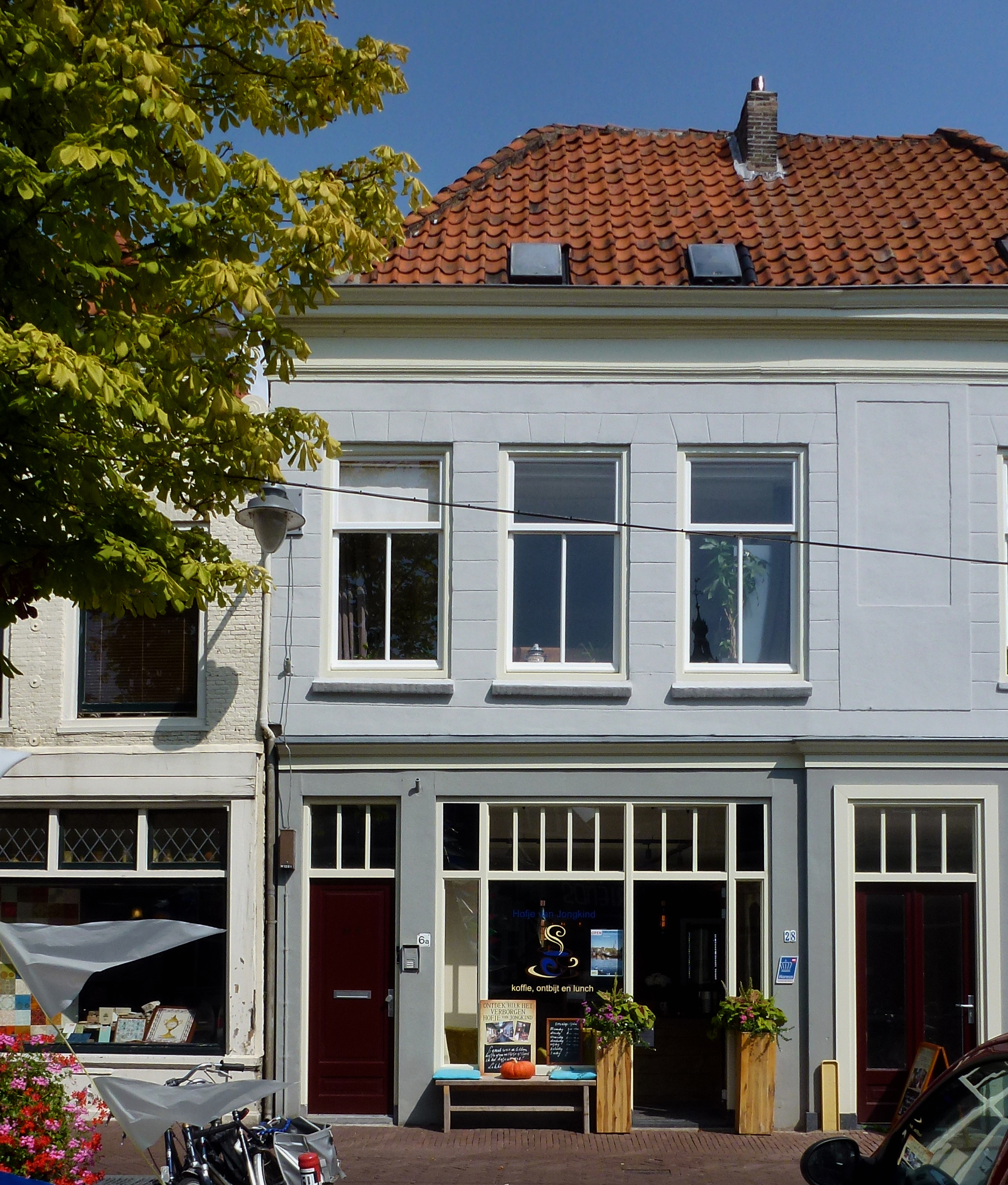
Linkerkant van het poortgebouw aan de Zeugstraat
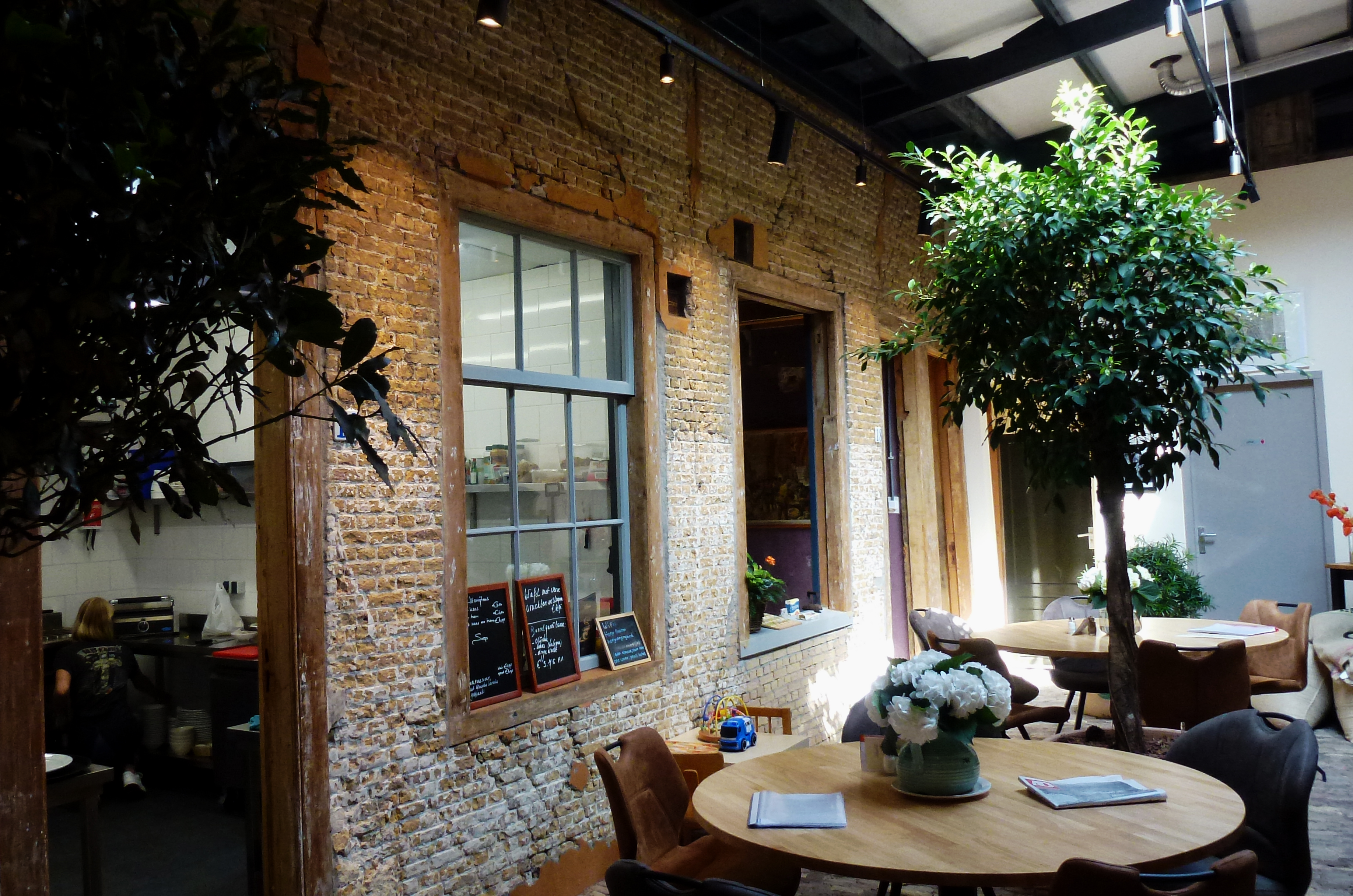
Binnenplaats bij hofjes woningen
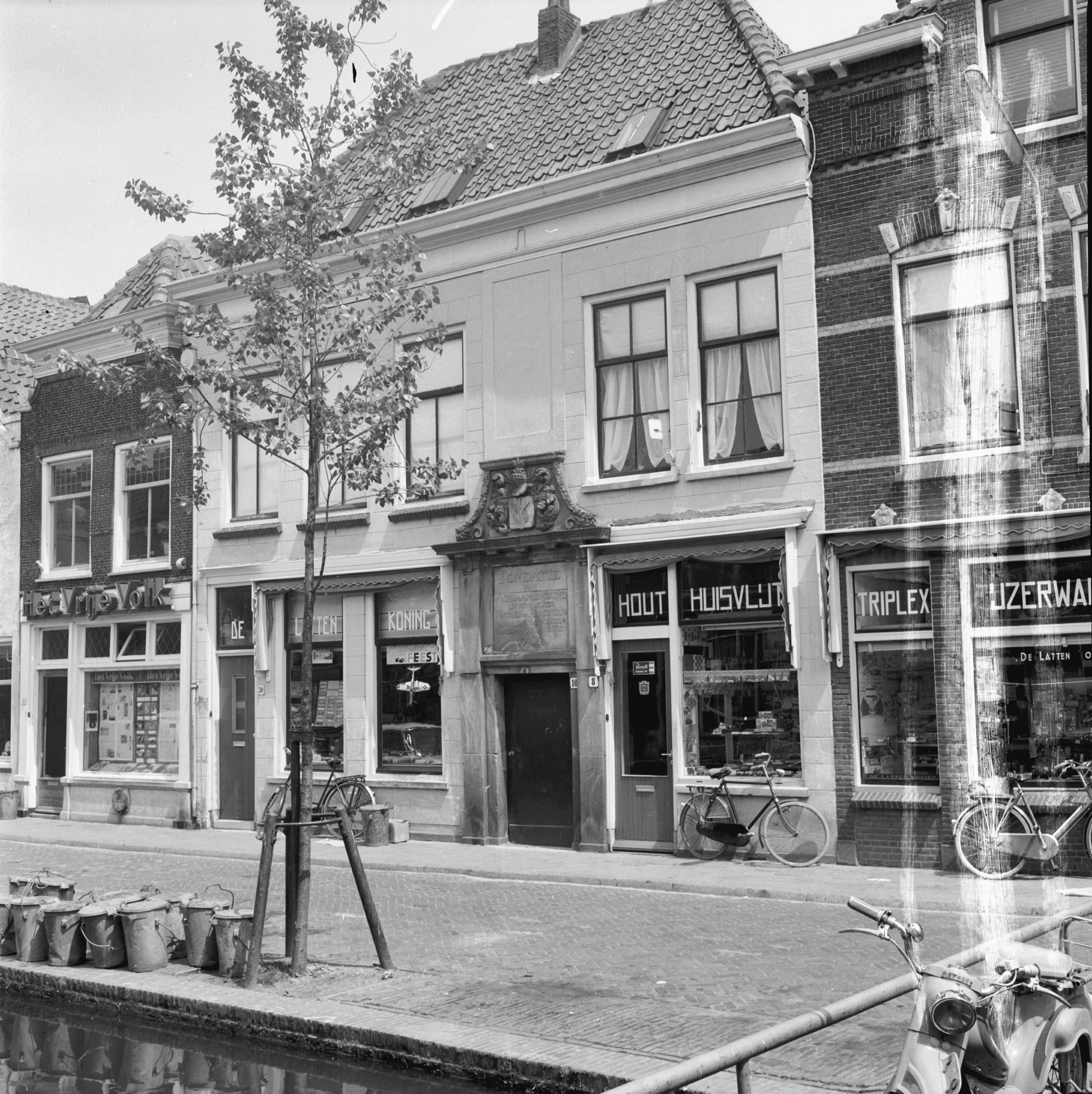
Het Hofje in 1964